# Sean Parker
Sean Parker (San Francisco, 3 dicembre 1979) è un informatico e imprenditore statunitense, specializzato nella tecnologia di rete.
È stato cofondatore di Napster, Plaxo e Causes, e parte del team di sviluppo di Facebook. Continuò il suo lavoro di guida ed assistenza su Facebook in via non ufficiale.

## Biografia
(Sean Parker)
Sean Parker iniziò la sua carriera di programmatore prestissimo, giacché suo padre gli insegnò a programmare già all'età di sette anni. A sedici anni stava hackerando il sito web di una compagnia tra le Fortune 500 quando il padre lo sorprese alle cinque del mattino: temendo che perdesse un giorno di scuola gli sequestrò la tastiera, impedendogli di scollegarsi dal sistema. Questo permise all'FBI di risalire al suo indirizzo IP e a imputare il giovane di hackeraggio, ma - poiché aveva meno di 18 anni - la pena fu limitata ai servizi sociali. Parker si diplomò alla Oakton High School nel 1998.
Nel 1999 divenne cofondatore di Napster, un servizio di condivisione libera e gratuita di musica che scatenò ben presto l'ira delle etichette di registrazione e della Recording Industry Association of America. Cause legali da parte di numerose aziende del settore riuscirono ad arrestare il servizio. La vittoria delle case discografiche fu però solo sulla carta, in quanto dopo Napster l'era del file sharing cominciò su larga scala. Nel novembre del 2002 Parker lanciò consecutivamente Plaxo, una raccolta online di indirizzi e servizi di social network che integrava Microsoft Outlook. Lasciò Plaxo per ragioni sconosciute legate a dispute con i suoi due azionisti, Sequoia Capital e Ram Shriram.
Nel 2004 Parker cominciò a consigliare informalmente i creatori di Facebook e diventò suo presidente ricevendo il 7% delle azioni di Facebook, quando la società venne costituita lo stesso anno. Venne obbligato a lasciare Facebook dopo essere stato arrestato per possesso di cocaina. Nel 2006 Parker si è iscritto al Founders Fund, un fondo di capitale di rischio con sede a San Francisco, come socio dirigente. Nel 2010 Parker ha investito 15 milioni di dollari in Spotify, di cui è diventato membro del consiglio di amministrazione, rassegnando poi le dimissioni nel 2017. Nello stesso anno Parker ha versato 100 000 dollari in una campagna per la legalizzazione della marijuana in California.

## Nella cultura di massa
- Il periodo in cui Parker collaborò con Facebook è rappresentato nel film del 2010 The Social Network diretto da David Fincher[4]. Parker è interpretato da Justin Timberlake.